# Onyx (minéral)
Pour les articles homonymes, voir Onyx.
L’onyx est une variété d’agate, qui est elle-même une variété de calcédoine, elle est généralement teintée et chauffée artificiellement pour obtenir des bandes noires contrastant avec des bandes blanches afin d'obtenir une matière idéale pour la production de camées et coupes réalisées en intaglio, mais aussi de cabochons pour la bijouterie et ce depuis des temps reculés. Il est composé de SiO2 (dioxyde de silicium).
L’onyx est une agate dont les bandes sont circulaires et concentriques, la couleur des zones sombres est accentuée allant de teintes rouge brique jusque dans des tons noirâtres selon le degré du traitement et les bandes claires rendues quasi blanches, le tout par un processus traditionnel datant de l'antiquité, consistant en un chauffage de la pierre après qu'elle ait été trempée dans une solution de sucre et subi un traitement à l'acide sulfurique; des traitements plus modernes avec des teintures minérales (sels de chrome, cobalt entre autres) et à l'acide nitrique existent également. Il en existe plusieurs variétés, dont :
- le nicolo, dans lequel les couches colorées vont du bleu sombre au blanc ;
- l’onyx à fortifications dans lequel les couches sont polygonales au lieu d’être circulaires ;
- l’onyx œillé dans lequel les bandes forment des cercles de coloration peu accentués autour d’une tache ronde plus foncée ;
- le sardonyx, une sardoine rubanée (forme de calcédoine) dans lequel les bandes colorées sont de couleur plus sard (brun, rouge, rouille) que noir[8].

L’onyx a été très utilisé dans l’Antiquité pour la gravure de camées ou d’intailles ; on l’emploie toujours comme pierre d’ornement et comme objet décoratif.
Minéraux dont le nom commercial emprunte le nom "onyx" sans être de l'onyx véritable:
- l’onyx d'Algérie[9] et le cave onyx de Turquie (entre autres termes commerciaux), sont en réalité des variétés d'albâtre (un travertin du point de vue géologique), une forme de calcite provenant essentiellement de concrétions des grottes (stalactites, stalagmites), dont l’aspect rappelle l’onyx siliceux mais beaucoup plus tendre (1,5 à 2 sur l'échelle de Mohs). Les bandes foncées ont des tons verts à bruns et les bandes claires varient entre le blanc et le crème.

## Galerie

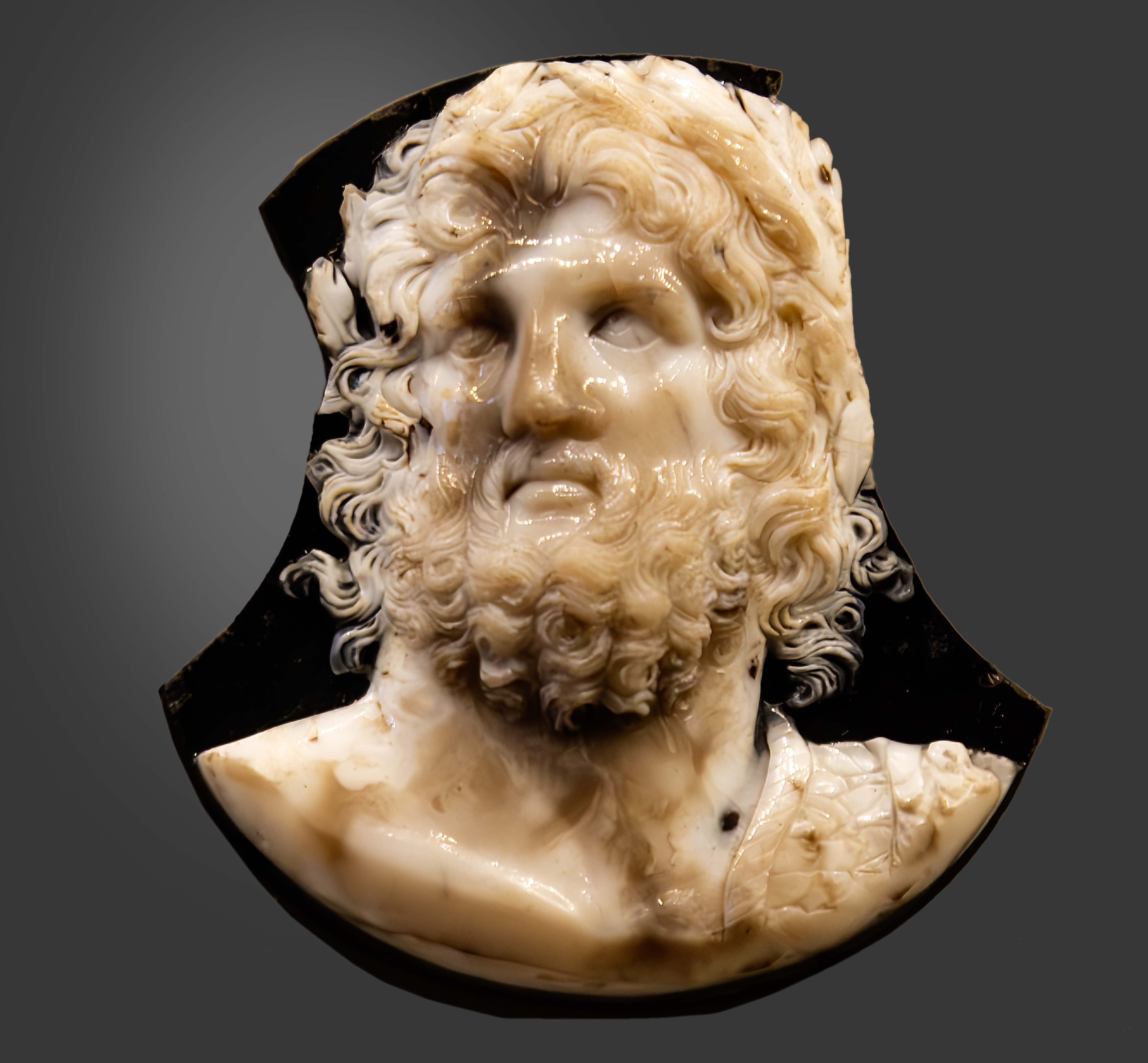
Zeus - Camée en onyx - IIe siècle av. J.-C. - Musée Correr Venise
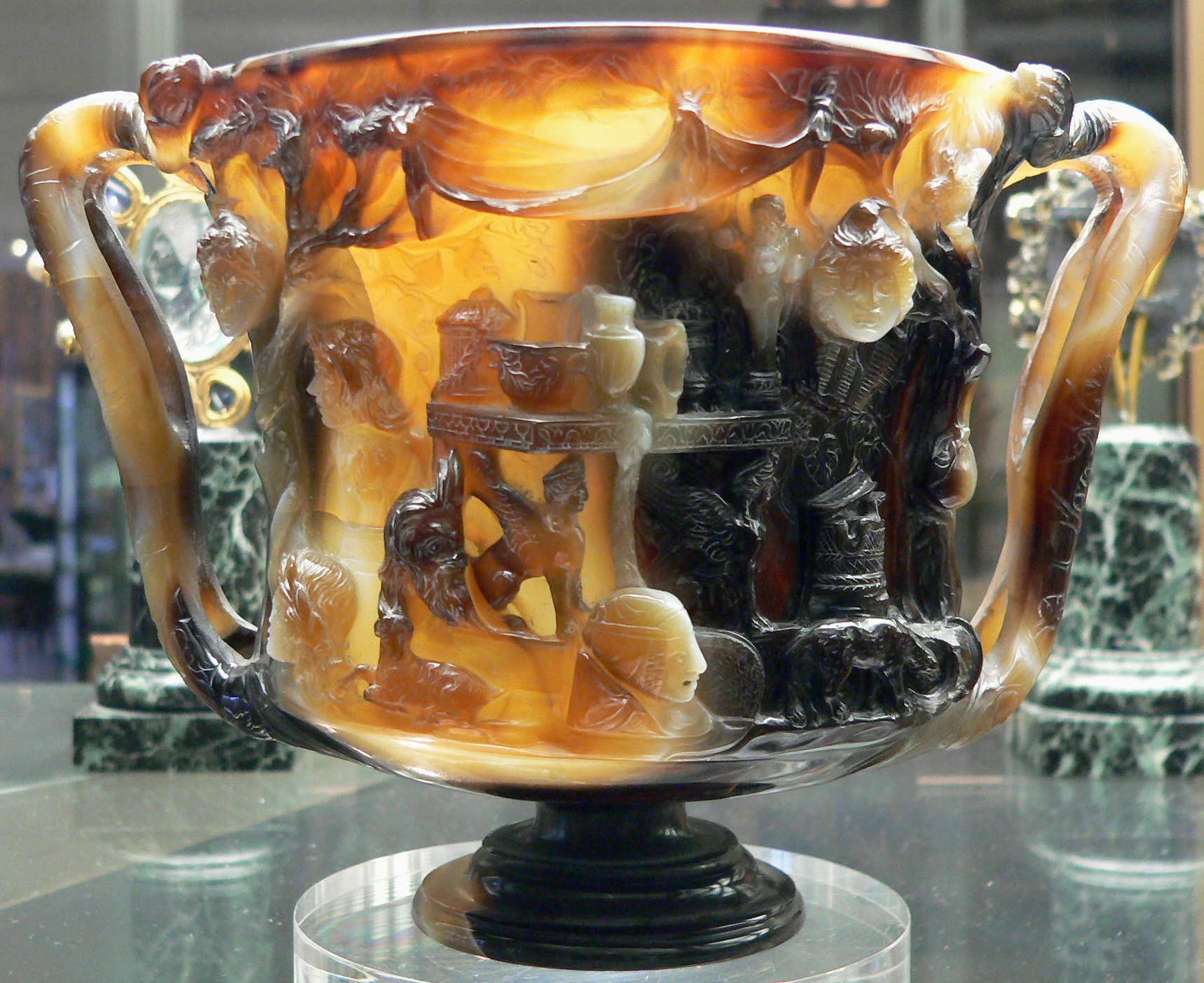
Coupe des Ptolémées en sardonyx.
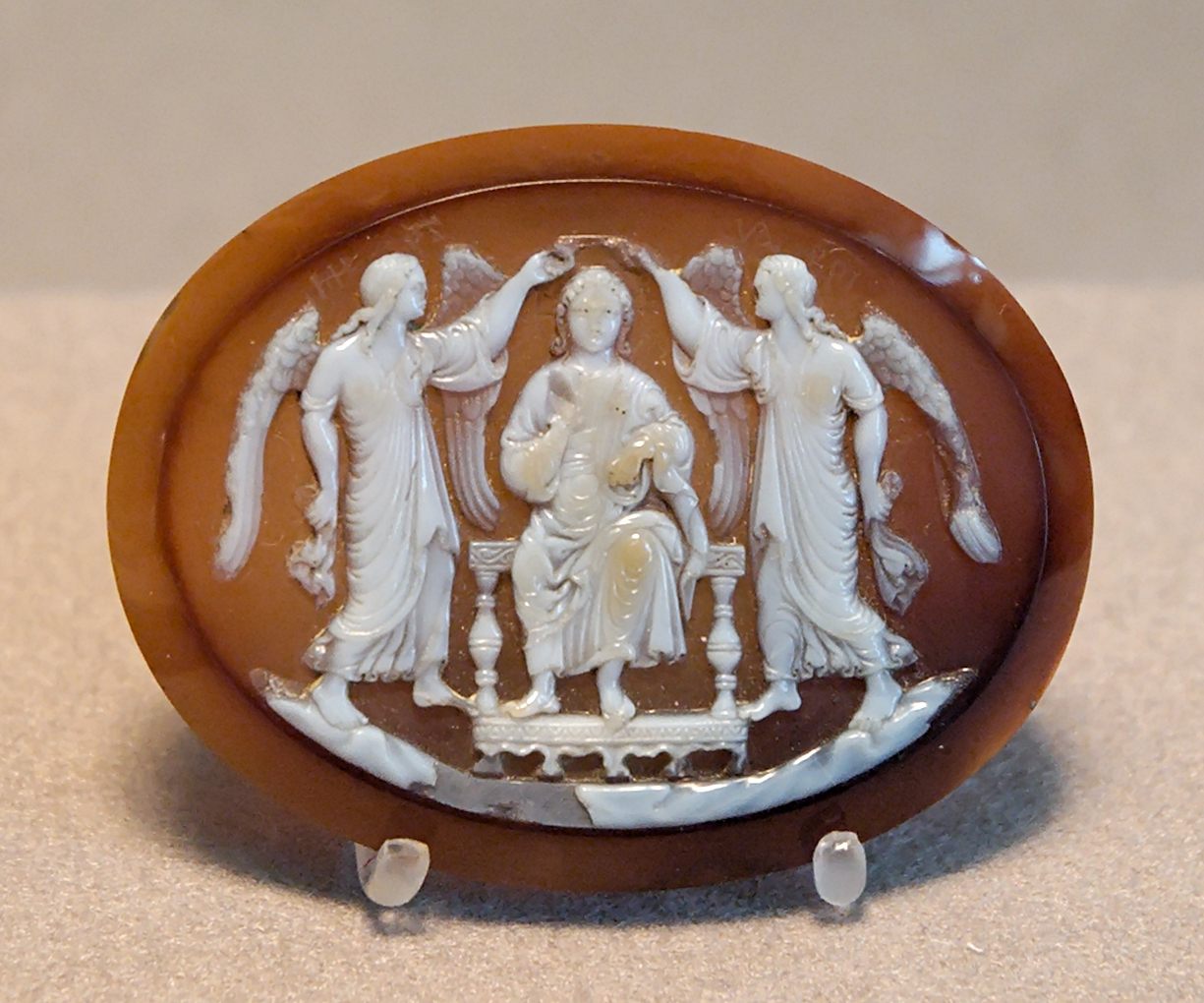
Camée en sardonyx (France, XVe siècle).
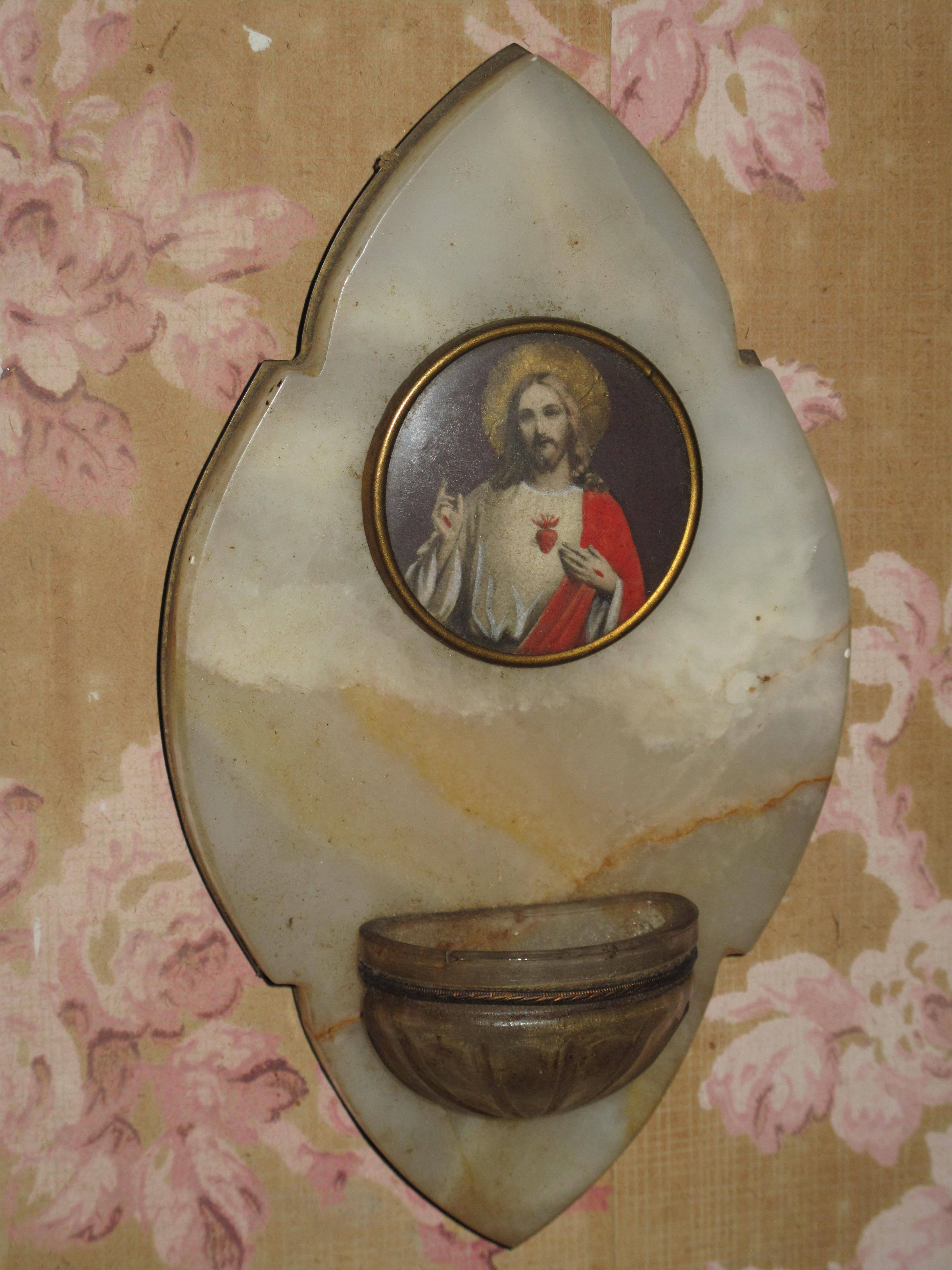
Bénitier de chevet (France, XIXe siècle).
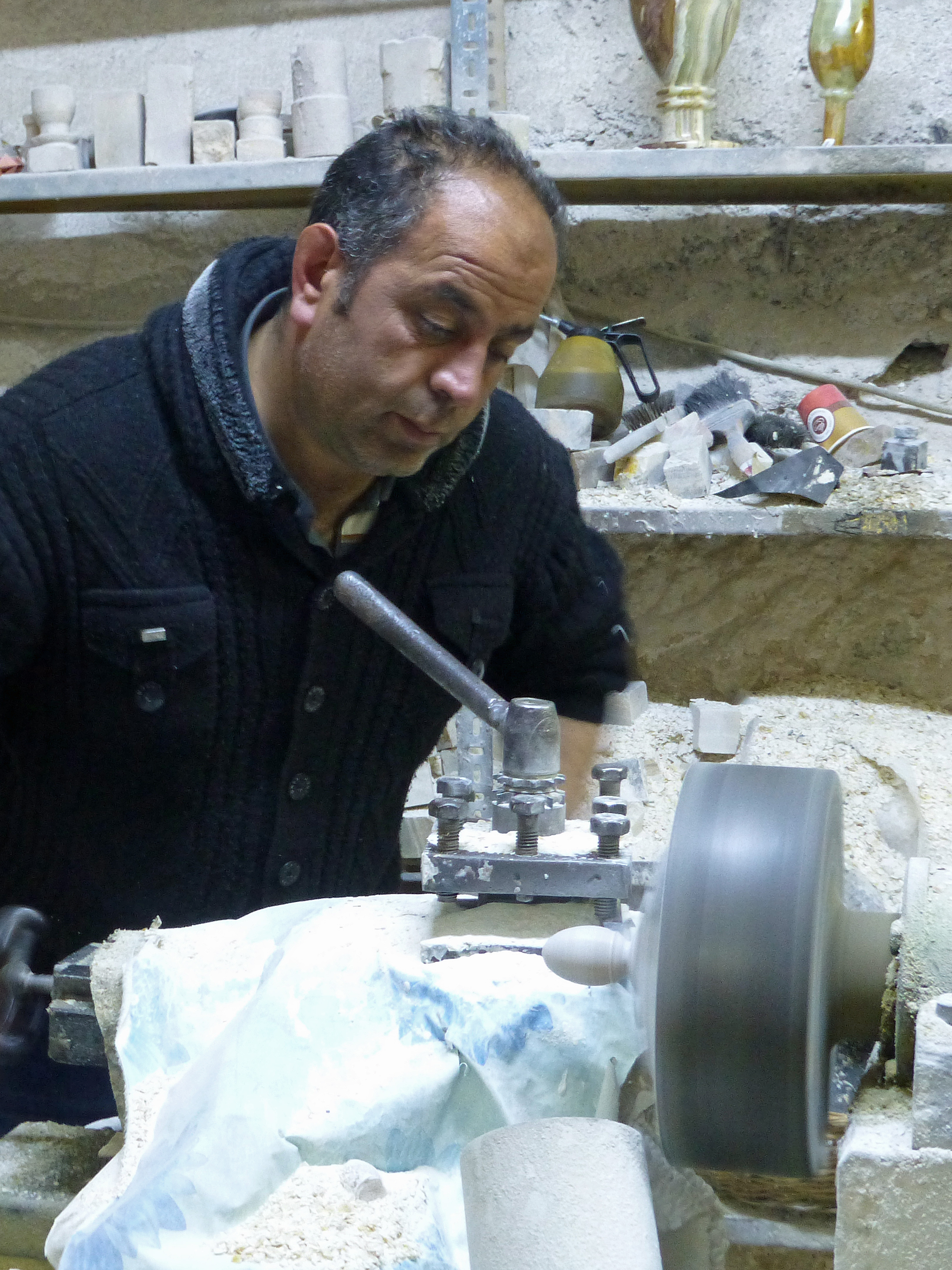
Tournage d'un œuf en « onyx » (en réalité, de l'albâtre), en Cappadoce.
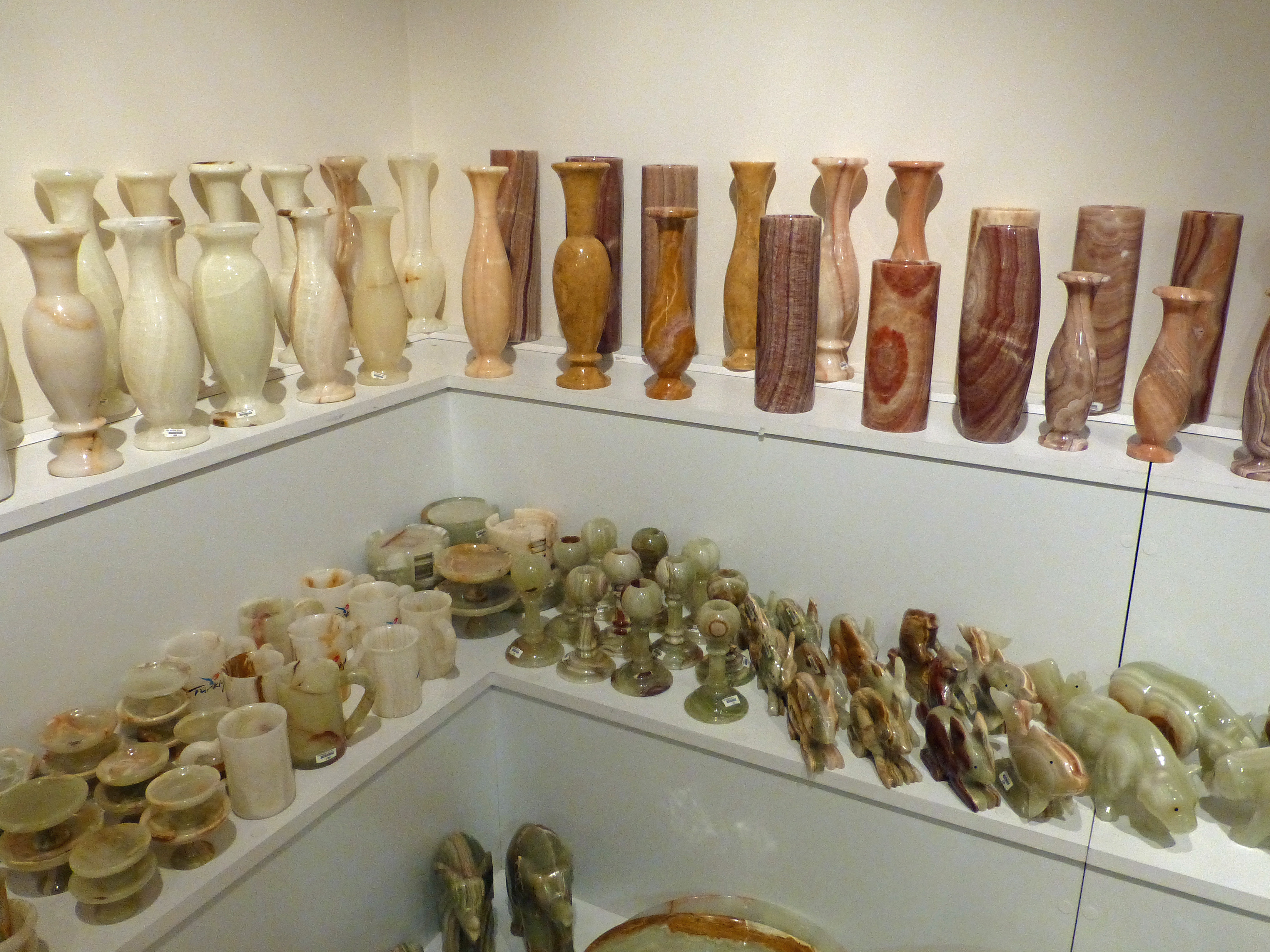
Objets décoratifs en « onyx » (albâtre), en Cappadoce.
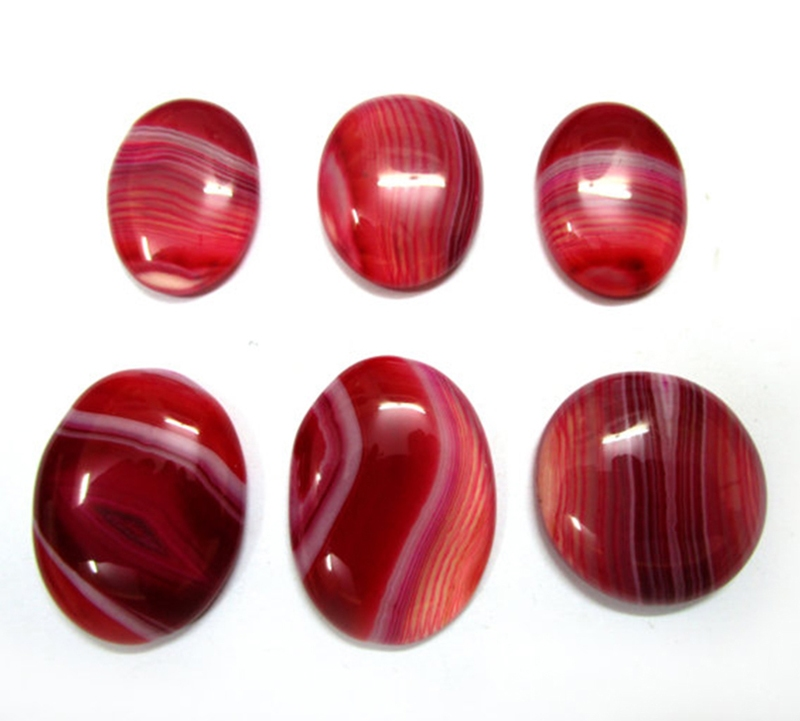
Cabochons de sardonyx.